# Morgam-viibus
Morgam-viibus är ett berg i Finland.   Det ligger i den ekonomiska regionen Norra Lappland och landskapet Lappland, i den norra delen av landet, 900 km norr om huvudstaden Helsingfors. Toppen på Morgam-viibus är 400 meter över havet.
Terrängen runt Morgam-viibus är platt åt sydost, men åt nordväst är den kuperad.  Trakten runt Morgam-viibus är nära nog obefolkad, med mindre än två invånare per kvadratkilometer. Det finns inga samhällen i närheten. Omgivningarna runt Morgam-viibus är i huvudsak ett öppet busklandskap.